# آصاف اویدان
آصاف اویدان (به عبری: אסף אבידן) (متولد ۲۳ مارس ۱۹۸۰ در اورشلیم) خواننده و موسیقی‌دان اسرائیلی می‌باشد. او در عین حال یکی از اعضای گروه آساف اویدان و موجو است. ترانهٔ آهنگ محاسبه که با ریمیکس دی‌جی اهل برلین وانکلموت همراه بود، در سال ۲۰۱۲ توانست به صدر جدول ترانه‌ها در آلمان، انگلیس و دیگر کشورهای غربی صعود کند.

## کودکی
آصاف در٢٣ مارس ١٩٨٠ در اورشلیم اسرائیل بدنیا آمد و دوران کودکی خود را به علت شغل پدرش که_ دیپلمات امور خارجه اسرائیل بود، در جامایکا زندگی کرده‌است، سپس از آنجا به ایالات متحده رفته و در شهر نیویورک ساکن شده‌است.

## اظهارات و حواشی
در مارس ٢٠١۵ در مصاحبه ای توسط روزنامه فرانسوی لوموند ، آویدان اظهار داشت: « من واقعاً احساس اسرائیلی بودن نمی‌کنم. به عنوان اسرائیلی ، آنچه ما را متحد می کند ترس است. ما همیشه تحت آزار و اذیت هستیم و به همین دلیل دیگر علاقه ای به زندگی ندارم. در اسرائیل ، این ترس را احساس نمی‌کنید .» این اظهارات آویدان جنجال برانگیخت و مورد توجه گسترده رسانه ها و تفسیرهای رسانه ای در اسرائیل قرار گرفت ، و آویدان را وادار به پاسخ کرد:  «در هر مصاحبه ای من همیشه از ثانیه اول می گفتم که یک هنرمند اسرائیلی نیستم بلکه یک هنرمند اهل اسرائیل هستم. من نمی‌خواهم نماینده اسرائیل باشم. من یک سیاستمدار نیستم. من یک دیپلمات نیستم.» 

## ترانه شناسی

### آلبوم های استودیویی منتشرشده تحت عنوان «آصاف آویدان و د موجوس»
| نام                  | مشخصات آلبوم                                                                                               | رتبه آلبوم در چارت | رتبه آلبوم در چارت | رتبه آلبوم در چارت | رتبه آلبوم در چارت | رتبه آلبوم در چارت | رتبه آلبوم در چارت | رتبه آلبوم در چارت | فروش           | گواهینامه ها      |
| نام                  | مشخصات آلبوم                                                                                               | AUT                | BEL (Fl)           | BEL (Wal)          | FRA                | GER                | ITA                | SWI                | فروش           | گواهینامه ها      |
| -------------------- | --- | ------------------ | ------------------ | ------------------ | ------------------ | ------------------ | ------------------ | ------------------ | -------------- | ----------------- |
| The Reckoning        | - ناشر: Telmavar, Columbia - تاریخ انتشار : ٢٠٠٨ (اسرائیل ) / ٢٠١٢ (اروپا) - Formats: CD, digital download | ٣١                 | ٩١                 | ٩٣                 | ٢۶                 | ٢٣                 | ٧٠                 | ٣٣                 | - ISR: +20,000 | - IFPI ISR : Gold |
| Poor Boy / Lucky Man | - ناشر : Telmavar, Columbia - تاریخ انتشار : ٢٠٠٩ (اسرائیل) / ۲۰١١ (فرانسه) - فرمت: CD, digital download   | —                  | —                  | —                  | ۱٠٨                | —                  | —                  | —                  |                |                   |
| Through the Gale     | - ناشر : Telmavar - تاریخ انتشار : ٢٠١٠ (اسرائیل) - فرمت: CD, digital download                             | —                  | —                  | —                  | —                  | —                  | —                  | —                  |                |                   |

### آلبوم های استودیویی منتشرشده تحت عنوان  «آصاف آویدان»
| نام                  | مشخصات‌ آلبوم | رتبه آلبوم در چارت | رتبه آلبوم در چارت | رتبه آلبوم در چارت | رتبه آلبوم در چارت | رتبه آلبوم در چارت | رتبه آلبوم در چارت | گواهینامه         |
| نام                  | مشخصات‌ آلبوم | BEL (Fl)           | BEL (Wal)          | FRA                | GER                | ITA                | SWI                | گواهینامه         |
| -------------------- | --- | ------------------ | ------------------ | ------------------ | ------------------ | ------------------ | ------------------ | ----------------- |
| Different Pulses     | - ناشر: Telmavar, Columbia, Polydor, Universal - تاریخ انتشار : ٢٠١٢ (اسرائیل) / ٢٠١٣ (اروپا) - فرمت: CD, digital download | ٨٢                 | ٢۴                 | ۵                  | —                  | ١٠                 | ٣٩                 | - SNEP: پلاتینیوم |
| Gold Shadow          | - ناشر : Telmavar, Columbia, Polydor, Universal - تاریخ انتشار : ١٢ ژانویه ٢٠١۵ - Format: CD, digital download             | ١٠٢                | ٢۴                 | ٣                  | ٧۵                 | ۵۴                 | ١٢                 | - SNEP: Gold      |
| The Study on Falling | - ناشر : Telmavar - تاریخ انتشار : ۳نوامبر ۲٠١٧ - فرمت : CD, digital download                                              | —                  | ٣٩                 | ١١                 | —                  | —                  | ١٨                 |                   |
| Anagnorisis          | - ناشر: Telmavar, Embassy of Music - تاریخ انتشار : ۱۱ سپتامبر ۲۰۲۰ - فرمت : Vinyl, digital download                       | —                  | ۴٨                 | ٢١                 | ١٠٠                | —                  | ١١                 |                   |